# Contrapunct (revistă)
Contrapunct este o revistă culturală editată de Fundația pentru literatură și arte vizuale Contrapunct, 
A apărut la București la data de 9 ianuarie 1990 sub comitetul director format din Mircea Cărtărescu, Ioan Groșan, Ion Bogdan Lefter, Cristian Moraru și Mircea Nedelciu.
Printre colaboratorii publicației la primul număr se regăseau Ioan Mihai Cochinescu, Mircea Mihăieș, Adriana Babeți, Daniel Vighi, Cristian Tudor Popescu, Rodica Pandele, Bogdan Ghiu, Ion Stratan, Stelian Tănase, Marin Mincu și Alexandru Cistelecan.
Primul număr apare în 1990. De la nr.111, apărut în 1990, redactorul șef este Liviu Ioan Stoiciu. Începând cu numărul 18 din 1991 comitetul director al revistei este compus din Ion Bogdan Lefter, Hanibal Stanciulescu, Ion Stratan.